# Краснооктябрьское месторождение бокситов
Краснооктябрьское месторождение бокситов — находится близ населенного пункта Арка (бывший Краснооктябрьский) Камыстинского района Костанайской области. 
Месторождение открыто в 1956 году. Расположено на западном крыле Торгайской впадины, в песочно-глинистых отложениях мезозоя, кайнозоя и в горных породах (известняк, андезитный порфир и его туфы), относящихся к периоду нижнего карбона. Бокситные осадки делятся на два слоя: нижние — подрудных и верхние — бокситных. Толщина верхнего бокситного, слоя доходит до 120 м. Выявлены 26 рудных тел, сконцентрированных на «Северном» и «Южном» участках. Основные рудообразующие минералы гиббсит, гидрогематит, гематит и каолинит, повторные минералы сидерит, кальцит, иногда хлорит, пирит. Химмческий состав боксита: Al2O3 41,8-49,8 %, SiO2 5,2-14,0 %, Fe2O3 7,2-24,2 %. В составе боксита встречаются и др. ценные элементы-примеси. Месторождение разрабатывается открытым методом. Руду обрабатывают на Павлодарском алюминиевом заводе.